# Menologium

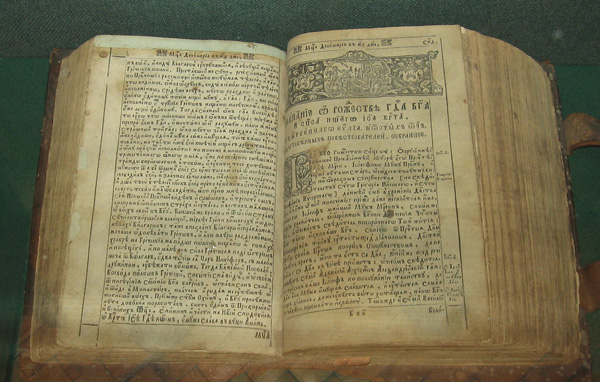
Menologium opublikowane w Kijowie (1714)

Menologium (gr. μηνολόγιον, menologion) – w Kościołach prawosławnych i Kościołach greckokatolickich księga liturgiczna zawierająca zbiór krótkich opisów żywotów świętych w układzie kalendarza kościelnego, przeznaczona do odczytywania w trakcie nabożeństwa. Zawarty jest w licznych greckich rękopisach Nowego Testamentu.
W Kościele katolickim odpowiednikiem tej księgi jest martyrologium.